# Zephyrarchaea marki
Espèce
Zephyrarchaea marki est une espèce d'araignées aranéomorphes de la famille des Archaeidae.

## Distribution
Cette espèce est endémique du Goldfields-Esperance en Australie-Occidentale. Elle se rencontre dans le parc national du cap Le Grand.

## Description
Le mâle holotype mesure 2,77 mm.

## Étymologie
Cette espèce est nommée en l'honneur de Mark Wojcieszek.

## Publication originale
- Rix & Harvey, 2012 : Australian assassins, part II: A review of the new assassin spider genus Zephyrarchaea (Araneae, Archaeidae) from southern Australia. ZooKeys, no 191, p. 1-62 (texte intégral).